# Malinsko
Malinsko este un sat din comuna Šavnik, Muntenegru. Conform datelor de la recensământul din 2003, localitatea are 78 de locuitori (la recensământul din 1991 erau 74 de locuitori).

## Demografie
În satul Malinsko locuiesc 71 de persoane adulte, iar vârsta medie a populației este de 40,7 de ani (38,1 la bărbați și 43,6 la femei). În localitate sunt 22 de gospodării, iar numărul mediu de membri în gospodărie este de 3,55.
Populația localității este foarte eterogenă.
|  |

| Demografie | Demografie | Demografie |
| An         | Locuitori  | Locuitori  |
| ---------- | ---------- | ---------- |
|            |            |            |
|            |            |            |
|            |            |            |
|            |            |            |
| 1948       | 267        |            |
| 1953       | 249        |            |
| 1961       | 216        |            |
| 1971       | 193        |            |
| 1981       | 168        |            |
| 1991       | 74         | 73         |
| 2003       | 78         | 78         |

| \| Componența etnică conform recensământului din 2003[2] \| Componența etnică conform recensământului din 2003[2] \| Componența etnică conform recensământului din 2003[2] \| Componența etnică conform recensământului din 2003[2] \| Componența etnică conform recensământului din 2003[2] \| \| ----------------------------------------------------- \| ----------------------------------------------------- \| ----------------------------------------------------- \| ----------------------------------------------------- \| ----------------------------------------------------- \| \| \| \| \| \| \| \| Muntenegreni \| Muntenegreni \| \| 33 \| 42,3% \| \| Sârbi \| Sârbi \| \| 32 \| 41,02% \| \| necunoscută \| necunoscută \| \| 0 \| 0% \| |              |  |    |        |
| Componența etnică conform recensământului din 2003 |              |  |    |        |
| |              |  |    |        |
| Muntenegreni | Muntenegreni |  | 33 | 42,3%  |
| Sârbi | Sârbi        |  | 32 | 41,02% |
| necunoscută | necunoscută  |  | 0  | 0%     |